# Союз ТМ-27
Союз ТМ-27 е пилотиран космически кораб от серията „Союз ТМ“ към станцията „Мир“ и 103-ти полет по програма „Союз“.

## Екипаж

### При старта

#### Основен
- Талгат Мусабаев(2) – командир
- Николай Бударин(2) – бординженер
- Леополд Ертц(1) – космонавт-изследовател

#### Дублиращ
- Виктор Афанасиев – командир
- Сергей Трешчов – бординженер
- Жан-Пиер Еньоре – космонавт-изследовател

### При кацането
- Талгат Мусабаев – командир
- Николай Бударин – бординженер
- Юрий Батурин – космонавт-изследовател

## Параметри на мисията
- Маса: 7150 кг
- Перигей: 193,46 км
- Апогей: 237,76 км
- Наклон на орбитата: 51,62°
- Период: 88,528 мин

## Описание на полета
„Союз ТМ-27“ извежда в орбита 25-а основна експедиция на станцията „Мир“ и френският космонавт-изследовател Л. Ертц. Третият член на основния екипаж – американецът Андрю Томас е на борда на станцията. Корабът се скачва със станцията на 31 януари в 17:54, по-малко от пет часа преди совалката Индевър, мисия STS-89 да се приземи. Това е най-краткият промеждутък в историята на руските космически станции (2 денонощия 0 часа 58 минути) между разкачването на единия и пристигането на другия кораб на орбитална станция. Предишния рекорд е от 1980 г. между корабите Союз 35 и Союз Т-3 – 3 денонощия 4 часа и 8 минути.
В първите дни екипажът е зает с изпълнението на френската научна програма „Пегас“ и експериментите в нея. След 18 денонощия екипажа на 24-та основна експедиция заедно с френския космонавт се приземяват на борда на Союз ТМ-26.
На 23 февруари със станцията се скачва в автоматичен режим товарния космически кораб Прогрес М-37, а на 17 март – „Прогрес М-38“. И двата кораба доставят на орбиталния комплекс храна, консумативи и оборудване.
На 3 март екипажът прави опит да излезе в открития космос. Той не е успешен, защото екипажът не успява да отвори изходния люк. При следващите излизания не е имало проблем и след още 5 излизания всички задачи са изпълнени - ремонт на слънчевите панели на модула Спектър, монтаж на нов двигател за корекции на орбитата на модула Квант и др. През цялото време А. Томас заснима работата на космонавтите в открития космос.

### Космически разходки
| № | Участници                       | Начало                  | Край                    | Продължителност    |
| - | ------------------------------- | ----------------------- | ----------------------- | ------------------ |
| 1 | Талгат Мусабаев Николай Бударин | 3 март 1998 01:30 UTC   | 3 март 1998 02:40 UTC   | 1 час и 10 минути  |
| 2 | Талгат Мусабаев Николай Бударин | 1 април 1998 13:35 UTC  | 1 април 1998 20:15 UTC  | 6 часа и 40 минути |
| 3 | Талгат Мусабаев Николай Бударин | 6 април 1998 11:27 UTC  | 6 април 1998 15:50 UTC  | 4 часа и 23 минути |
| 4 | Талгат Мусабаев Николай Бударин | 11 април 1998 09:55 UTC | 11 април 1998 16:20 UTC | 6 часа и 25 минути |
| 5 | Талгат Мусабаев Николай Бударин | 17 април 1998 07:40 UTC | 17 април 1998 14:13 UTC | 6 часа и 33 минути |
| 6 | Талгат Мусабаев Николай Бударин | 22 април 1998 05:34 UTC | 22 април 1998 11:55 UTC | 6 часа и 21 минути |

На 15 май е посрещнат и товарният космически кораб Прогрес М-39.
На 4 юни с комплекса се скачва совалката Дискавъри, мисия STS-91. Това е деветото и последно скачване на совалка със станцията „Мир“. А. Томас след прекарани над 140 денонощия в космоса се приземява на борда на совалката.
На 15 август със станцията се скачва Союз ТМ-28, на борда на който се намира следващата дълговременна експедиция. След около 10-дневен полет съвместен полет, със „Союз ТМ-27“ успешно се приземяват Т. Мусабаев, Н. Бударин и пристигналият в космоса със „Союз ТМ-28“ политик Юрий Батурин.
Полетът на „Союз ТМ-27“ е рекорден по продължителност за кораб от типа „Союз“ – 207 денонощия. В интерес на истината този рекорд е постигнат принудително – задържане старта на следващия кораб.